# Violeta Isfel
Violeta Isfel Garma García (Ciudad de México; 11 de junio de 1985) es una actriz y cantante mexicana. Conocida por interpretar a Antonella Rincón en la serie de televisión Atrévete a soñar y por papeles en telenovelas como Una familia con suerte, Porque el amor manda y Mi marido tiene familia, y por ser la voz del personaje de Mavis Drácula en las películas Hotel Transylvania, Hotel Transylvania 2 y Hotel Transylvania 3: Summer Vacation.

## Biografía
Violeta Isfel Garma García nació el 11 de junio de 1985 en la Ciudad de México. Inició su carrera a muy temprana edad, ya que sus padres trabajaban en funciones infantiles, siendo ella y su hermana las que participaban en los intermedios imitando a cantantes y bailando.
Estudió en el Centro de Educación Artística de Televisa. Participó en la versión de telenovela de María Isabel, donde realiza el papel de la hija preadolescente del patrón de la casa. Al año siguiente, participa en otro papel especial en Mujer, casos de la vida real. Después, se integró a la telenovela Peregrina, donde realiza el papel de Charito, una niña con discapacidad. 
Después, se integra permanentemente al elenco de la telenovela mexicana Lola, érase una vez, interpretando a Gaby, además de formar parte del grupo El Séquito de la Princesa, Las tontas no van al cielo, realizando el papel de Lucía, junto con Jaqueline Bracamontes, Valentino Lanús, Fabiola Campomanes, Eleazar Gómez y Jaime Camil. 
En 2009, interpretó a Antonella, principal antagonista juvenil, en la telenovela Atrévete a soñar. Cuando interpretó este papel surgieron varias polémicas debido a que Violeta en ese tiempo contaba con 23 años y era madre de un niño al que tuvo a la edad de 18 años. Pero la crítica no se relacionaba con el hecho de que fuese madre, sino porque en la telenovela compite con Patito, interpretada por Danna Paola, quien tenía 13 años cuando inició su participación en la novela.
En 2011, integra el elenco de la segunda adaptación mexicana de Los Roldán: Una familia con suerte, producida por Juan Osorio, interpretando a Mónica. Al año siguiente, Juan Osorio la llamaría nuévamente para integrarse al elenco de Porque el amor manda.
Al año siguiente, se integró al elenco de Yo no creo en los hombres.
En 2015, Lucero Suárez la convoca para integrarse al elenco de la telenovela La vecina, en donde interpreta el personaje de Titina.
En 2017, nuevamente el productor Juan Osorio la invita a participar en Mi marido tiene familia, donde interpretó a una de las hermanas del personaje de Gabriel Mussi, interpretado por José Pablo Minor.
Actualmente, Violeta Isfel tiene su propio negocio de hamburguesas en Tizayuca, comunidad al sur del estado de Hidalgo.

## Filmografía

### Telenovelas
- Mi marido tiene familia (2017-2019), Clarissa Mussi Lozano[3]
- La viuda negra (2016), Elisa Sanchez-Peña del Bosque
- La vecina (2015-2016), Cristina «Titina» Aguilera[4]
- Yo no creo en los hombres (2014-2015), Nayeli Campos
- Porque el amor manda (2012-2013), Marisela Pérez Castellanos
- Una familia con suerte (2011-2012), Mónica Rinaldi Ruiz
- Atrévete a soñar (2009-2010), Antonella Rincón Peña
- Las tontas no van al cielo (2008), Lucía López Carmona
- Lola, érase una vez (2007), Gabriela «Gaby» Miranda
- Peregrina (2005-2006), Rosario «Charito»
- Rubí (2004), Manita
- ¡Vivan los niños! (2002-03), Florencia Paz Ferrer
- Entre el amor y el odio (2002), Paz
- María Isabel (1997), Gloria Mendiola
- Agujetas de color de rosa (1994-1995), Estudiante de primaria
- La última esperanza (1993) Amaranta

### Programas de TV
- El príncipe del barrio (2023-presente), Polly[5]
- El Junior: El Mirrey de los Capos[6] (2023)
- Bola de locos (2023), Xiomara Feng Shui[7]
- Esta historia me suena (2022)[8]
- Renta congelada (2022-2023), Lucia
- Las estrellas bailan en Hoy (2022), Ganadora[9]
- + Noche
- Lorenza (2019), la Cuquis
- Relatos de mujeres (2017), Consuelo Velázquez
- Me caigo de risa (2014, 2017-2018, 2021)
- El gran chapuzón (2014), concursante
- Como dice el dicho (2012-2016), Azucena/Regina/Cecilia
- Segundo campeonato mundial de baile (2010), participante, reto de famosos.
- La rosa de Guadalupe (2008), Paola
- Mujer, casos de la vida real (1994-2006), varios capítulos

### Cine
- Hotel Transylvania: Transformanía (2022), Mavis Drácula (doblaje)
- Aversión (2016), Mari Carmen
- Hotel Transylvania 3: Summer Vacation (2018), Mavis Drácula (doblaje)
- Hotel Transylvania 2 (2015), Mavis Drácula (doblaje)
- Hotel Transylvania (2012), Mavis Drácula (doblaje)

### Teatro
- Caperucita Roja Súper Cuento Musical (2024-2025)
- Lagunilla mi Barrio (2023)
- Hércules (2018)[10]
- Blanca Nieves (2016)[10]
- AMORatados (2015)[10]
- Una semana ¡Nada más! (2014)[10]
- Cheka tu mail (2013)[11]
- Cenicienta (2013)[12]
- Hércules, el musical (2012)[13]
- Los monólogos de la vagina (2012)[14]
- Muerte de cuna o por favor concédeme un café (2012)[10]

Radio
- El Panda show (Violegunda)

## Premios y nominaciones
| Año  | Categoría                 | Trabajo                    | Resultado |
| ---- | ------------------------- | -------------------------- | --------- |
| 2010 | Mejor actriz coestelar    | Atrévete a soñar           | Ganadora  |
| 2009 | Mejor revelación femenina | Las tontas no van al cielo | Nominada  |

| Año  | Categoría                                | Trabajo                | Resultado |
| ---- | ---------------------------------------- | ---------------------- | --------- |
| 2013 | Actor de doblaje favorito                | Hotel Transylvania     | Nominada  |
| 2012 | Actriz favorita de reparto               | Una familia con suerte | Nominada  |
| 2010 | Personaje femenino favorito de una serie | Atrévete a soñar       | Nominada  |
| 2010 | Villano favorito                         | Atrévete a soñar       | Ganadora  |
| 2010 | Look favorito                            | Atrévete a soñar       | Nominada  |